# Левково (Дмитровский городской округ)
Левково — деревня в Дмитровском районе Московской области, в составе Сельского поселения Габовское. Население — 84 чел. (2010). До 1954 года — центр Левковского сельсовета. В 1994—2006 годах Левково входило в состав Каменского сельского округа.

## Расположение
Деревня расположена в юго-западной части района, примерно в 18 км на юго-запад от Дмитрова, на берегу безымянного левого притока реки Каменка (правый приток Волгуши), высота центра над уровнем моря 223 м. Ближайшие населённые пункты — посёлок дома отдыха «Горки» на востоке, Походкино на юго-востоке и Каменка на юго-западе.

## Население
| 2002 | 2006 | 2010 |
| ---- | ---- | ---- |
| 81   | ↘78  | ↗84  |